# 内森·奇弗斯
内森·奇弗斯（英語：Nathan Chivers，1976年7月18日—），澳大利亚男子高山滑雪运动员。他曾代表澳大利亚参加2002年和2010年冬季残疾人奥林匹克运动会高山滑雪比赛，其中2002年冬季残奥会获得二枚金牌和一枚银牌。